# Погром заповідників (1951)
Погром заповідників 1951 р. — закриття радянською владою 19 українських заповідників та інших об'єктів природно-заповідного фонду, у тому числі в цілому в СРСР — 88 заповідників.

## Історія
Влітку 1950 р. в уряді СРСР, з подачі Маленкова та міністра лісового господарства СРСР Бовіна, обговорювалося питання про заповідники. Підготовлений головою Держплану СРСР М. Сабуровим проект ухвали «Про поліпшення роботи в заповідниках» не пройшов.  24 листопада 1950 р. Бюро Ради Міністрів СРСР після попереднього розгляду всіх пропозицій «доручило Міністру Держконтролю В.М. Меркулову подати остаточну пропозицію по заповідникам».
У своєму листі від 4 січня 1951 р. на ім'я товариша Сталіна Й. В Меркулов писав: «Наукова робота в заповідниках відірвана від практичних інтересів народного господарства. До останнього часу ця робота носила неправильний характер повного невтручання в процеси, що відбуваються в природі заповідників». Наводив приклад: «Ліси багатьох заповідників засмічені і мають велику кількість сухостоїв і пошкоджених дерев».
29 серпня 1951 р. Сталін підписав Постанову Ради Міністрів СРСР № 3192, якою в країні закривалося 88 заповідників, і з них 19 — в Україні. Окрім цього заповідникам наказувалося припинити науково-дослідні роботи, що не мають значення для народного господарства.
При цьому в Україні було ліквідовано 5 республіканських заповідників і 14 заповідників місцевого значення загальною площею 33 тис. га або 60%. Закрили заповідники: місцевого значення — Золотий потік, Гомільшанський ліс, Чернетчина, Білосарайська коса, Біла гора, Шутроминці, Галілея, Глоди, Венгильський ліс, Костопольський, Гори Артема, Тисовий ліс, Велико-Бурлукський, Кам'яні Могили, республіканського значення — Гористе, Веселі Боковеньки, Устинівка, Тростянець, Середньо-Дніпровський (Канівський). У Чорноморського заповідника під потреби колгоспів наказали відрізувати 1 тисяча га, у Азово-Сиваського — 200 га.
На початку 1953 р. Держконтроль СРСР знову перевірив заповідники СРСР. Матеріали перевірки були підготовлені за декілька днів до смерті Сталіна. За твердженнями деяких дослідників, показників початку 1951 р. по заповідниках Україна досягла лише в 1991 р.
Черговий, другий погром заповідників був проведений в СРСР Хрущовим в 1961 р., проте в Україні тоді не був закритий жоден заповідник.